# Альберт Ківікас
Альберт Ківікас (ест. Albert Kivikas; *6 (18) січня 1898, Сууре-Яані — †19 травня 1978, Лунд) — естонський письменник та журналіст, найбільше відомий як автор книги «Імена в мармурі», ест. Nimed marmortahvlil, про події естонської війни за Незалежність.